# Crucifixión mística
La Crucifixión mística, en italiano Crocifissione simbolica, es una pintura al temple y óleo sobre tabla transferida a lienzo (72,4 x 51,4 cm) de Sandro Botticelli, datada alrededor de 1500 y conservada en el Fogg Art Museum de la Universidad de Harvard en Cambridge (Massachusetts).

## Descripción y estilo
Cristo crucificado destaca sobre el fondo de la ciudad de Florencia, reconocible por varios de los monumentos ciudadanos entre ellos la cúpula de la catedral de Santa María del Fiore (Santa María de la Flor) y la torre de Giotto. En la esquina izquierda está Dios con un libro abierto en un nimbo de luz y envía con un gesto un grupo de ángeles dotados con escudo cruzado (hoy casi ilegibles), que se enfrentan a un grupo de demonios que sobresalen de una nube negra a la derecha lanzando llamas ardientes.
En la parte baja, abrazada a la cruz, se encuentra la Magdalena, que grita desesperadamente y mira hacia un ángel situado de pie ante ella. Este golpea con un flagelo a una bestia, tal vez un león como el Marzocco, símbolo de la ciudad de Florencia, mientras un segundo animal está saliendo por la izquierda del vestido de la mujer.

### Interpretación
La tabla ha sido a menudo descrita como una alegoría apocalíptica de los hechos ocurridos en Florencia en torno a la tortura y ejecución de Savonarola (1498) y dos de sus ayudantes, que impresionó a Botticelli profundamente. La Magdalena sería Florencia penitente, que gracias a la intervención divina logra conjurar los terribles peligros que se abaten sobre de ella. El año 1502, de hecho, César Borgia había amenazado con invadir la ciudad y sus territorios, conjurando una dominación que parecía casi inevitable.